# گراب (رودان)
گراب، روستایی در دهستان جغین شمالی بخش جغین شهرستان رودان در استان هرمزگان ایران است.

## جمعیت
بر پایه سرشماری عمومی نفوس و مسکن در سال ۱۳۹۵، جمعیت این روستا برابر با ۸۶۴ نفر (۲۴۳ خانوار) بوده‌است.